# إدوارد فرحي
إدوارد فرحي (بالإنجليزية: Edward Farhi) هو فيزيائي نظري أمريكي، ولد في 26 يونيو 1952 في نيويورك في الولايات المتحدة.